# Єлесіна Олена Борисівна
Олена Борисівна Єлесіна (рос. Еле́на Бори́совна Еле́сина; нар. 4 квітня 1970, Челябінськ, Російська РФСР) — радянська та російська легкоатлетка, що спеціалізується на стрибках у висоту, олімпійська чемпіонка 2000 року, призерка чемпіонатів світу та Європи. Заслужений майстер спорту Росії.

## Біографія
Олена Єлесіна народилася 4 квітня 1970 року в місті Челябінськ. Навчалася у середній школі № 17 Радянського району Челябінська. Закінчила Челябінський державний педагогічний університет.
Представляла збірну СРСР на юнірських турнірах, де зуміла стати чемпіонтою Європи та срібною призеркою чемпіонату світу. У 1990 році на Іграх доброї волі зуміла стати чемпіонкою, встановивши свій особистий оекорд 2.02 м, який і залишився найкращим результатом спортсменки протягом усієї її кар'єри. Окрім цього у 1990 році Єлесіна вперше в кар'єрі стала призеркою чемпіонату Європи. У 1991 році також показувала високі результати та зуміла стати срібною призеркою чемпіонату світу (результат 1.98 м). Після цього у спортсменки відбувся спад результатів та вона призупинили свої виступи. Повернулася спортсменка, виступаючи у складі збірної Росії. Поступово Єлесіна повернула собі спортивну форму, ставши бронзовою призеркою чемпіонату світу в приміщенні (результат 1.94 м) та срібною призеркою чемпіонату світу (результат 1.99 м). Після цього у неї була невелика декретна відпустка, але вона встигнула повернутися до Олімпійських ігор у Сіднеї. Там вона здобула найвагоміший результат у своїй кар'єрі. У фіналі Єлесіна показала ідентичний результат з південноафриканською легкоатлеткою Гестрі Клуте (обидві стрибнули 2.01 м). Долю золотої нагороди вирішило те, що росіянка усі висоти до 2.01 м брала з першої спорби, а Клуте мала одну невдалу спробу на висоті 1.96 м, що зробило Єлесіну олімпійською чемпіонкою.
Протягом наступного олімпійського циклу стабільно показувати високі результати спортсменці завадили травми. Найбільшим її здобутком у цей період була срібна медаль чемпіонату світу в приміщенні 2003 року. У 2005 році, після народження другої дитини, остаточно вирішила завершити спортивну кар'єру. Наразі проживає в Австралії, її чоловік колишній вірменський важкоатлет Агван Григорян.

## Кар'єра
| Рік                           | Змагання                                         | Місто                      | Місце            | Примітки         |                  |
| Представник СРСР              | Представник СРСР                                 | Представник СРСР           | Представник СРСР | Представник СРСР | Представник СРСР |
| ----------------------------- | ------------------------------------------------ | -------------------------- | ---------------- | ---------------- | ---------------- |
| 1987                          | Чемпіонат Європи з легкої атлетики серед юніорів | Бірмінгем, Велика Британія | 3                | 1.84 м           |                  |
| 1988                          | Чемпіонат світу з легкої атлетики серед юніорів  | Садбері, Онтаріо, Канада   | 2                | 1.96 м           |                  |
| 1989                          | Чемпіонат Європи з легкої атлетики серед юніорів | Вараждин, Югославія        | 1                | 1.95 м           |                  |
| 1990                          | Ігри доброї волі                                 | Сіетл, США                 | 1                | 2.02 м = PB      |                  |
| 1990                          | Чемпіонат Європи                                 | Спліт, Югославія           | 3                | 1.96 м           |                  |
| 1991                          | Універсіада                                      | Шеффілд, Велика Британія   | 4                | 1.90 м           |                  |
| 1991                          | Чемпіонат світу                                  | Токіо, Японія              | 2                | 1.98 м           |                  |
| Представник Об'єднана команда |                                                  |                            |                  |                  |                  |
| 1992                          | Чемпіонат Європи в приміщенні                    | Генуя, Італія              | 3                | 1.94 м           |                  |
| Представник Росія             |                                                  |                            |                  |                  |                  |
| 1997                          | Універсіада                                      | Сицилія, Італія            | —                | DNS              |                  |
| 1998                          | Чемпіонат Європи в приміщенні                    | Валенсія, Іспанія          | 3                | 1.94 м           |                  |
| 1999                          | Чемпіонат світу                                  | Севілья, Іспанія           | 2                | 1.99 м           |                  |
| 2000                          | Олімпійські ігри                                 | Сідней, Австралія          | 1                | 2.01 м           |                  |
| 2001                          | Чемпіонат світу                                  | Едмонтон, Канада           | 13 (кв.)         | 1.88 м           |                  |
| 2003                          | Чемпіонат світу в приміщенні                     | Бірмінгем, Велика Британія | 2                | 1.99 м           |                  |
| 2003                          | Всесвітній легкоатлетичний фінал                 | Монте-Карло, Монако        | 7                | 1.88 м           |                  |